# Heminae
Heminae (en grec antic ἡμίνα) era una unitat de mesura de líquids romana equivalent a 0,274 litres.
S'ha pensat que seu nom era una derivació dialectal usada a Sicília i la Magna Grècia d'una paraula grega, ἥμισυς ('hemisos'). que significa 'la meitat'. S'aplicava a la meitat de la mesura liquida estàndard i va passar del grec al sistema mètric romà i usada en el mateix sentit, la meitat d'un sextari i equivalent al grec còtila. De vegades s'usava com a mesura d'àrids, segons Plini el Vell.